# Аркалохорион
Аркалохо́рион (греч. Αρκαλοχώριον, т.ж. Аркалохори греч. ή Αρκαλοχώρι) — малый город в Греции на Крите. Расположен в 32 километрах к югу от Ираклиона. Входит в общину (дим) Миноа-Педьяда в периферийной единице Ираклион в периферии Крит. Население 4313 жителей согласно переписи 2011 года.

## Этимология
Название малого города происходит от местного диалектного обозначения барсука (греч. άρκαλος, лит. греч. ασβός), поскольку ранее там присутствовала большая популяция этих зверей.

## История
Осенью 2021 года Аркалохорион два раза затронуло землетрясение. 27 сентября в ходе землетрясения магнитудой 5,8 по шкале Рихтера (очаг находился в 7,8 километрах к югу от Ираклиона) малый город значительно пострадал, были повреждены здания и инфраструктура, погиб один человек — 62-летний Яковос Цагаракис, погибший в ходе обрушения купола местного храма пророка Илии, где проводились ремонтные работы, его сын пострадал. 22 октября в пяти километрах к юго-западу от малого города было зафиксировано землетрясение магнитудой 4,3 по шкале Рихтера.

## Археология
Аркалохорион немного южнее недавно открытого минойского дворца в Галатасе.
Здесь находится также археологический памятник минойской цивилизации, одна из так называемых «сакральных пещер» на востоке острова. Пещера использовалась, вероятно, в культовых целях, ориентировочно с 2500 по 1450 гг. до н. э.
В течение многих лет местные крестьяне копали в неглубокой пещере и находили разнообразное бронзовое оружие и другие металлические предметы. Большинство из них не сохранилось, так как крестьяне переплавляли их и делали инструменты для работы на фермах. Первым археологом, обратившим внимание на пещеру, был грек Иосиф Хадзидакис (Ιωσήφ Χατζιδάκης). Он проводил раскопки в 1912 году и нашёл множество оружия — мечи и кинжалы — а также большое количество вотивных лабрисов (двусторонних топоров). Вскоре после этого дети случайно нашли в пещере золотой лабрис. Началось разграбление пещеры местными жителями. В 1934 году археолог и директор[уточнить] Археологического музея Ираклиона Спиридон Маринатос конфисковал множество находок у крестьян и возобновил раскопки. Один из 25 золотых и один из шести—семи серебряных топоров, найденных в пещере, имели короткие посвящения на линейном письме А.
Среди прочего оружия, счёт которого шёл на сотни, Спиридоном Маринатосом был найден бронзовый лабрис, известный как «лабрис из Аркалохори». На нём была обнаружена надпись из 15 иероглифов, расположенных в три столбца, 10 из которых различны. Луи Годар с удивлением отмечал, что надпись нельзя уверенно соотнести ни с одной из известных систем критского письма: часть знаков напоминают Линейное А, а некоторые перекликаются со знаменитым Фестским диском.

## Сообщество Аркалохорион
В общинное сообщество Аркалохорион входят семь населённых пунктов. Население 4822 жителей по переписи 2011 года. Площадь 24,97 квадратных километров.
| Населённый пункт | Население (2011), человек |
| ---------------- | ------------------------- |
| Айия-Семни       | 8                         |
| Аркалохорион     | 4313                      |
| Архондикон       | 194                       |
| Зинда            | 116                       |
| Мингиарисион     | 4                         |
| Мусута           | 90                        |
| Хумерион         | 97                        |

## Население
| Год  | Население, человек |
| ---- | ------------------ |
| 1583 | 160                |
| 1881 | ↗ 212              |
| 1991 | ↗ 2939             |
| 2001 | ↗ 3311             |
| 2011 | ↗ 4313             |